# Oleksij Danilow

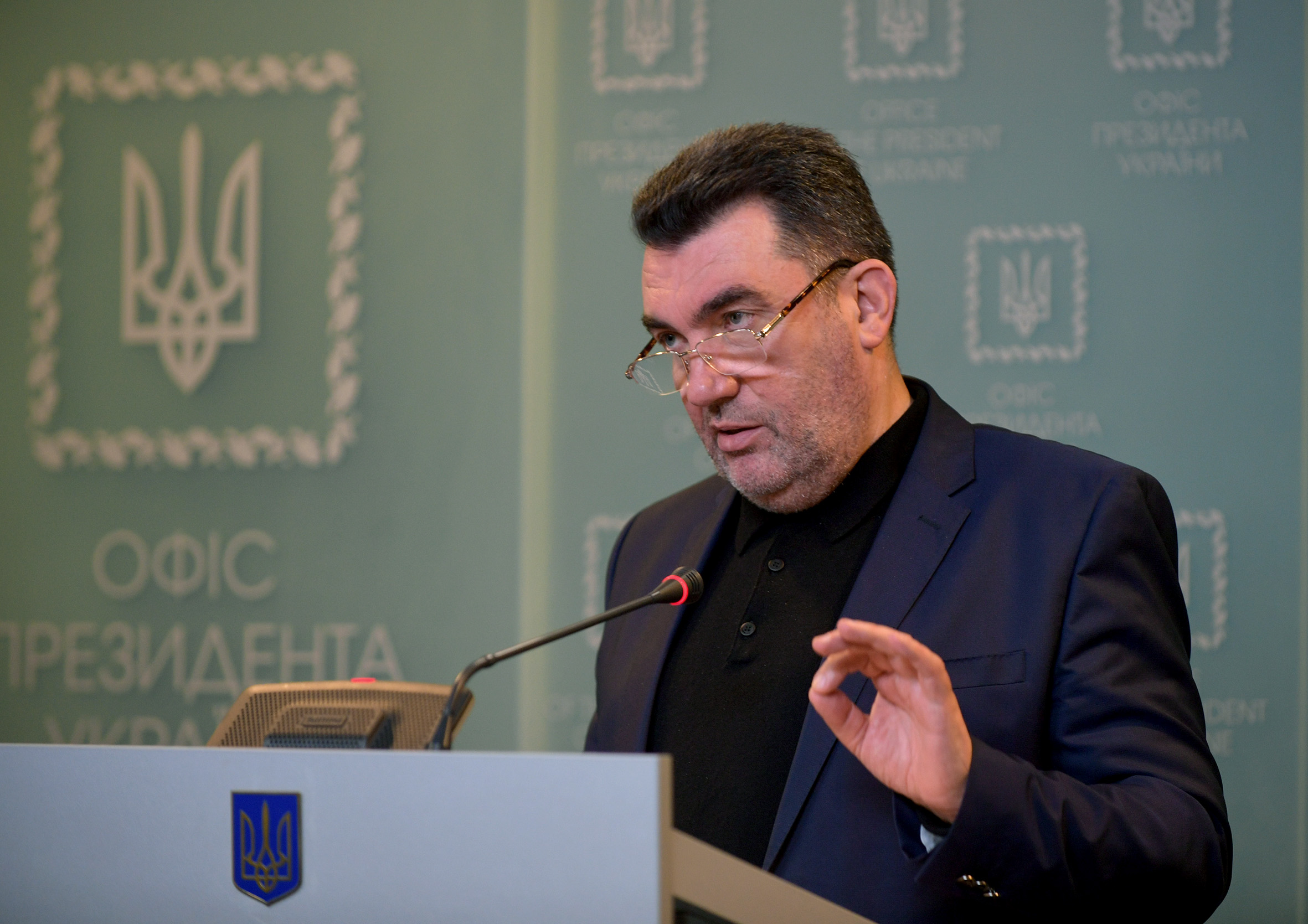
Oleksij Danilow (2020)

Oleksij Mjatscheslawowytsch Danilow (ukrainisch Олексій Мячеславович Данілов; * 7. September 1962 in Krasnyj Lutsch, Ukrainische SSR) ist ein ukrainischer Politiker. Seit dem 3. Oktober 2019 ist er Sekretär des Nationalen Sicherheits- und Verteidigungsrats der Ukraine.

## Leben
Oleksij Danilow kam in Krasnyj Lutsch im Osten der Ukraine zur Welt und absolvierte 1981 die staatliche Berufsschule in Starobelsk mit einem Abschluss als Veterinär. 1999 erhielt er ein Diplom als Lehrer für Weltgeschichte an der Pädagogischen Universität in Luhansk. Kurz danach absolvierte er die Ostukrainische Nationale Universität Wladimir Dal mit einem Abschluss in Management sowie das Luhansk-Institut für innere Angelegenheiten des Innenministeriums der Ukraine.
Zwischen Juli 1994 und September 1997 war er Bürgermeister der Stadt Luhansk. Von 1999 bis 2002 war er Dozent an der Abteilung für Management der Nationalen Universität Wladimir Dal. Zwischen 2002 und 2005 war er stellvertretender Direktor des Instituts für Europäische Integration und Entwicklung. Anschließend war er vom 4. Februar bis zum 11. November 2005 Gouverneur der Oblast Luhansk. Vom 25. Mai 2006 bis zum 23. November 2007 war er als Mitglied des Blok Juliji Tymoschenko Abgeordneter der Werchowna Rada.
Seit dem 23. Juli 2019 war er stellvertretender Sekretär des Nationalen Sicherheits- und Verteidigungsrats der Ukraine. Am 3. Oktober 2019 ernannte ihn der Präsident der Ukraine, Wolodymyr Selenskyj, als Nachfolger von Oleksandr Danyljuk zum Sekretär des Nationalen Sicherheits- und Verteidigungsrats der Ukraine. Im September 2021 sagte Danilow in einem viel beachteten Interview mit Radio Svoboda, dass er die Idee des Übergangs der Ukraine zum lateinischen Alphabet unterstütze.